# 禅宗
禅宗（ぜんしゅう, Zen Buddhism）は、中国において発達した、禅那（ぜんな）に至る真の教えを説くとする大乗仏教の一宗派。南インド出身で中国に渡った達磨僧（ボーディダルマ）を祖とし、坐禅（座禅）を基本的な修行形態とする。ただし、坐禅そのものは古くから仏教の基本的実践の重要な徳目であり、坐禅を中心に行う仏教集団が「禅宗」と呼称され始めたのは、中国の唐代末期からである。こうして宗派として確立されると、その起源を求める声も高まり、遡って初祖とされたのが達磨である。それ故、歴史上の達磨による、直接的な著作は存在が認められていない。伝承上の達磨のもたらしたとする禅は、部派仏教における禅とは異なり、了義大乗の禅である。
そして禅宗は座禅により悟りを開くものとされている。
中国禅は、唐から宋にかけて発展し、征服王朝である元においても勢力は健在だったが、明の時代に入ると衰退していった。
日本には、禅の教え自体は奈良時代から平安時代にかけて既に伝わっていたとされるが、純粋な禅宗が伝えられたのは、鎌倉時代の初め頃であり、室町時代に幕府の庇護の下で日本仏教の一つとして発展した。明治維新以降は、鈴木大拙により日本の禅が、世界に伝えられた。
日本においては、坐禅修行を主とする仏教宗派が「禅宗」と総称されることが多い。これに対して、臨済宗14派と黄檗宗からなる臨済宗黄檗宗連合各派合議所と、曹洞宗宗務庁は2019年、中学校の歴史教科書について、個々の宗派名を書かず「禅宗」と一括りにする記述を改めるよう申し入れた。
近年では、禅の修行方法を取り入れた更生教育や社員教育などに力を入れている寺院が目立つ。

## 言葉の由来

### 禅
禅は、サンスクリットの dhyāna（ディヤーナ/パーリ語では jhāna ジャーナ）の音写、あるいは音写である禅那（ぜんな）の略である。他に駄衍那（だえんな）・持阿（じあな）の音写もある。他の訳に、思惟修（しゆいしゅう）・静慮（じょうりょ）・棄悪・功徳叢林・念修。
禅の字は元来、天や山川を祀る、転じて、天子が位を譲る（禅譲）という意味であった。これに「心の働きを集中させる」という語釈を与えて禅となし、「心を静かにして動揺させない」という語釈を与えて定とし、禅定とする語義が作られた。ただし禅那の意味では声調が平声から去声に変わっており、現代北京語では加えて声母も変わってshàn（シャン）に対しchán（チャン）になっている。

### 禅那
圭峰宗密の著書『禅源諸詮集都序』には、禅の根元は仏性にあるとし、仏性を悟るのが智慧であり、智慧を修するのが定であり、禅那はこれを併せていうとある。また、達磨が伝えた宗旨のみが真実の禅那に相応するから禅宗と名付けた、ともある。
類似の概念として三昧（サンスクリット: samādhi）がある。禅あるいは定という概念は、インドにその起源を持ち、それが指す瞑想体験は、仏教が成立した時から重要な意義が与えられていた。ゴータマ・シッダッタ（釈迦）も禅定によって悟りを開いたとされ、部派仏教においては三学の戒・定・慧の一つとして、また、大乗仏教においては六波羅蜜（布施・持戒・忍辱・精進・禅定・智慧）の一つとして、仏道修行に欠かせないものと考えられてきた。

### 坐禅と瞑想
坐禅は、禅宗において、禅那（ぜんな）に至るための修行の中心となるものであり、瞑想の一種である。ただし、坐禅（の略語としての禅）は、あくまで自らの仏性を前提とし、不立文字（後述）が強調されるなど、禅宗の教えに基づくものを意味するもので、そのような前提に立たない一般の瞑想・マインドフルネスとは区別される（ちなみにヨーガ (yoga) は、元来は瞑想を中心とした心身両面にわたる宗教的行法である。）。

## 宗派としての特徴
禅宗は、坐禅を中心とした修行による解脱を説くものであるため、その点において、自力の修行による解脱を説く初期仏教・上座部仏教との共通性がある。逆にいえば、修行を通じた苦からの解放を説くことは、初期仏教以来の仏教の基本的考え方であり、禅宗が新たにもたらしたものではない。また、坐禅との呼称を用いるかは別として、仏陀自身が瞑想を通じて悟りを開いたとされていることをはじめ、初期仏教以来、瞑想は仏道修行の手法として重視されてきたもので、坐禅を修行に取り入れていること自体も、禅宗固有の特徴とは言い難い。
一方で、禅宗は、あくまで大乗仏教の系譜にある。大乗仏教に属する多様な思想や宗派の中では、他力救済の性格の強い浄土信仰（日本では、法然・親鸞以来、浄土宗・浄土真宗の割合が多い）や呪術的要素も内包する法華経などの経典と比較すると、修行による自力救済を重視する側面において、初期仏教・上座部仏教と近似するという位置づけにあるが、思想・世界観としては、初期仏教・上座部仏教との間になお違いがある。例えば、禅宗では、一切衆生悉有仏性（いっさいしゅじょうしつうぶっしょう）、つまり、全ての人間（や他の生物、さらに日本の仏教では山川といった無機の自然も）がそもそも仏性を有すると考えるが、これは大乗仏教の思想展開と東アジアへの伝播に伴って醸成された世界観であり、初期仏教や上座部仏教の世界観とは異なっている。また、禅宗では、清掃、畑仕事、調理などの労働行為を「作務（さむ）」と呼んで、積極的に修行の一部とするが、この点も初期仏教・上座部仏教には見られない考え方である。
そして、禅宗では、達磨の四聖句とされる不立文字（ふりゅうもんじ）・教外別伝（きょうげべつでん）・直指人心（じきしにんしん）・見性成仏（けんしょうじょうぶつ）に表れているように、言語的・論理的な説明・伝達の不可能性を強調し、むしろ、言語・論理による分別智をもって煩悩そして苦の原因とした上、坐禅を中心とした修行を通じ、無分別の智慧に到達することを、自らの内にある仏性・禅那（ぜんな）の境地とする点にも、特色がある。
ここで、不立文字とは、文字・言葉の上には真実の仏法がなく、仏祖の言葉といえども、解釈によっていかようにも変わってしまうという意味であり、言語の持つ欠陥に対する注意である。そのため禅宗では中心的経典を立てず、教外別伝を原則として師資相承を重視するほか、臨機応変な以心伝心の方便などにも、宗派としての特徴が表れる。
ただし、達磨の教えとされる二入四行論が、自己修養への入り方として、修養には文章から得る所の知識・認識から入る理入（りにゅう）と、現実に於ける実践から入る行入（ぎょうにゅう）の2つがあるとしているように、修行・実践の導入などとして、言語的・論理的な知識獲得の有用性が一切否定されているわけではない点には留意が必要である。

## 釈迦から開祖・達磨大師まで

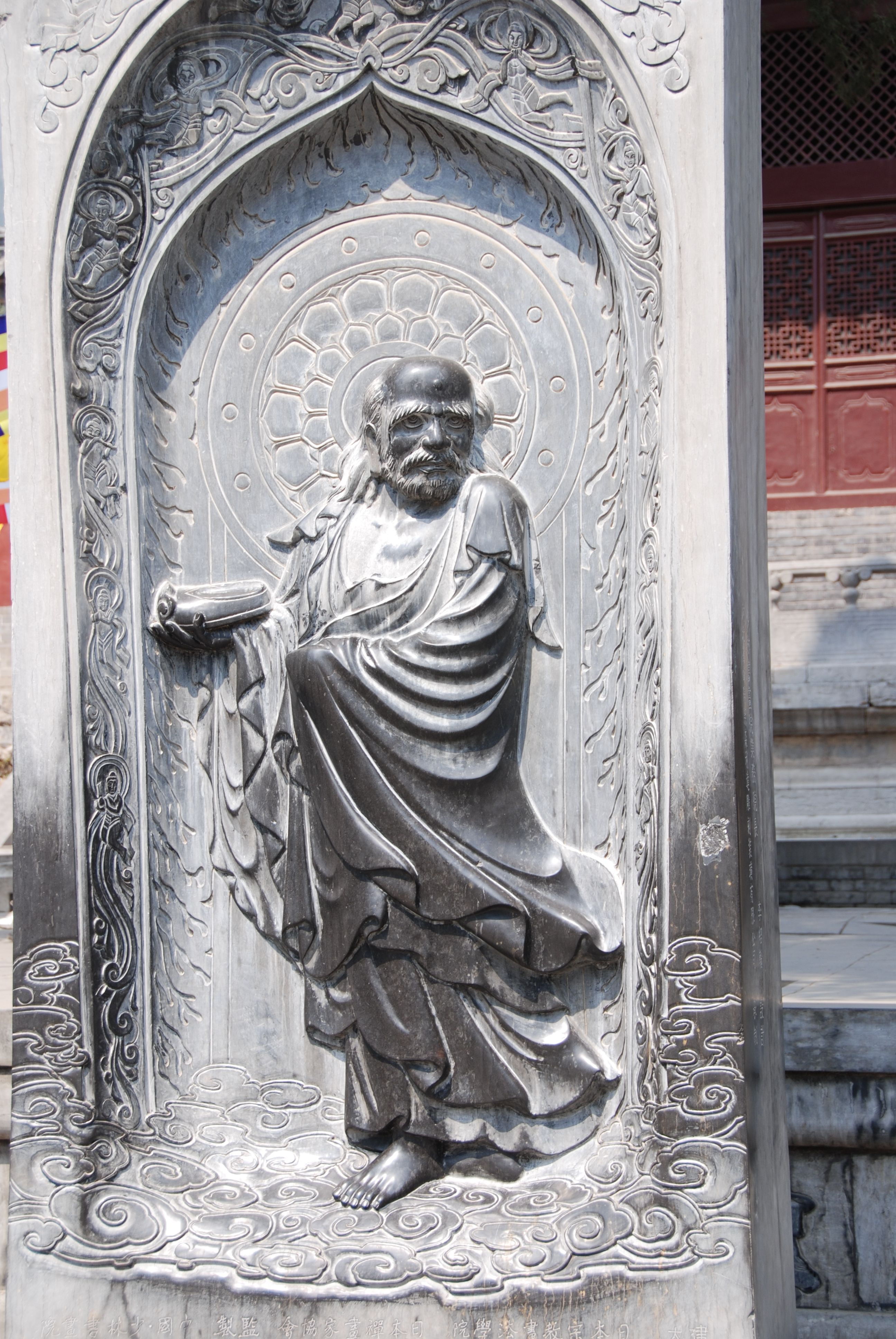
嵩山少林寺の達磨大師像

禅宗での血脈相承を法嗣と呼ぶ。釈迦以降の法嗣は次のように伝えている。

釈迦－摩訶迦葉－阿難陀－商那和修－優婆毬多－提多迦－彌遮迦－婆須密多－仏陀難提－伏馱密多－波栗湿縛－富那夜奢－阿那菩底－迦毘摩羅－那伽閼剌樹那－伽那提婆－羅睺羅多－僧伽難提－伽耶舎多－鳩摩羅多－闍夜多－婆修盤頭－摩拏羅－鶴勒那－獅子菩提－婆舎斯多－不如密多－般若多羅－菩提達磨

マハーカーシャパ（摩訶迦葉）はバラモン階級出身の弟子で、釈迦の法嗣とされる（法の継承者）。拈華微笑と言われている伝説が、宋代の禅籍『無門関』に伝わる。
二十八祖ボーディダルマ（菩提達磨）（南インド出身）が中国に入り、禅の教えを伝えたとされる。達磨は中国禅の始祖となった。

## 中国の禅の歴史

### 黎明期
|            |            |            |            | 菩提達磨   |            |  |  |            |            |            |            |            |            |  |  |  |  |  |  |  |  |  |  |  |  |
|            |            |            |            |            |            |  |  |            |            |            |            |            |            |  |  |  |  |  |  |  |  |  |  |  |  |
|            |            |            |            | 慧可       |            |  |  |            |            |            |            |            |            |  |  |  |  |  |  |  |  |  |  |  |  |
|            |            |            |            |            |            |  |  |            |            |            |            |            |            |  |  |  |  |  |  |  |  |  |  |  |  |
|            |            |            |            | 僧璨       |            |  |  |            |            |            |            |            |            |  |  |  |  |  |  |  |  |  |  |  |  |
|            |            |            |            |            |            |  |  |            |            |            |            |            |            |  |  |  |  |  |  |  |  |  |  |  |  |
|            |            |            |            | 道信       |            |  |  |            |            |            |            |            |            |  |  |  |  |  |  |  |  |  |  |  |  |
|            |            |            |            |            |            |  |  |            |            |            |            |            |            |  |  |  |  |  |  |  |  |  |  |  |  |
|            |            |            |            | 弘忍       |            |  |  |            |            |            |            |            |            |  |  |  |  |  |  |  |  |  |  |  |  |
|            |            |            |            |            |            |  |  |            |            |            |            |            |            |  |  |  |  |  |  |  |  |  |  |  |  |
|            |            |            |            |            |            |  |  |            |            |            |            |            |            |  |  |  |  |  |  |  |  |  |  |  |  |
| 神秀(北宗) | 神秀(北宗) | 神秀(北宗) | 神秀(北宗) | 神秀(北宗) | 神秀(北宗) |  |  | 慧能(南宗) | 慧能(南宗) | 慧能(南宗) | 慧能(南宗) | 慧能(南宗) | 慧能(南宗) |  |  |  |  |  |  |  |  |  |  |  |  |
| 神秀(北宗) | 神秀(北宗) | 神秀(北宗) | 神秀(北宗) | 神秀(北宗) | 神秀(北宗) |  |  | 慧能(南宗) | 慧能(南宗) | 慧能(南宗) | 慧能(南宗) | 慧能(南宗) | 慧能(南宗) |  |  |  |  |  |  |  |  |  |  |  |  |
|            |            |            |            |            |            |  |  |            |            |            |            |            |            |  |  |  |  |  |  |  |  |  |  |  |  |
|            |            |            |            |            |            |  |  |            |            |            |            |            |            |  |  |  |  |  |  |  |  |  |  |  |  |
|            |            |            |            |            |            |  |  |            |            |            |            |            |            |  |  |  |  |  |  |  |  |  |  |  |  |
| 青原行思   | 青原行思   | 青原行思   | 青原行思   | 青原行思   | 青原行思   |  |  | 南嶽懐譲   | 南嶽懐譲   | 南嶽懐譲   | 南嶽懐譲   | 南嶽懐譲   | 南嶽懐譲   |  |  |  |  |  |  |  |  |  |  |  |  |
| 青原行思   | 青原行思   | 青原行思   | 青原行思   | 青原行思   | 青原行思   |  |  | 南嶽懐譲   | 南嶽懐譲   | 南嶽懐譲   | 南嶽懐譲   | 南嶽懐譲   | 南嶽懐譲   |  |  |  |  |  |  |  |  |  |  |  |  |
| 石頭希遷   | 石頭希遷   | 石頭希遷   | 石頭希遷   | 石頭希遷   | 石頭希遷   |  |  | 馬祖道一   | 馬祖道一   | 馬祖道一   | 馬祖道一   | 馬祖道一   | 馬祖道一   |  |  |  |  |  |  |  |  |  |  |  |  |
| 石頭希遷   | 石頭希遷   | 石頭希遷   | 石頭希遷   | 石頭希遷   | 石頭希遷   |  |  | 馬祖道一   | 馬祖道一   | 馬祖道一   | 馬祖道一   | 馬祖道一   | 馬祖道一   |  |  |  |  |  |  |  |  |  |  |  |  |

中国禅の歴史は『景徳伝灯録』等の文献にある（※禅が中国で実際に禅宗として確立したのは、東山法門と呼ばれた四祖道信（580年 - 651年）、五祖弘忍（601年 - 674年）以降）。初期の法嗣は右のように伝えられる。

### 北宗と南宗への分裂
五祖弘忍には、弟子筆頭の神秀（606年 - 706年）、その弟弟子の慧能（638年 - 713年）という優れた2人がいた。神秀は修行を通じて徐々に悟得する「漸悟」を規範としたのに対して、慧能は一足飛びに悟得する「頓悟」を旨とする違いはあったが、ともに禅宗の布教に尽力した。やがて神秀は則天武后に招かれ洛陽へ入って破格の待遇を受け、神秀の死後も一派は唐代帝室や官人の庇護と支持を得た。すると慧能の弟子の荷沢神会（684年 - 758年）が、神秀の教義を「北宗」と呼んで批判したため、東山法門派は北宗と、彼らの南宗に分裂してしまう。しかし南宗は支持を得ることができず一時は洛陽から追放されてしまうが、755年に始まる安史の乱に際し売牒（度牒を売る制度）を進言して粛宗の信頼を得ると、洛陽への復活を果たして徐々に信心を集め始め、神秀に代わり慧能を六祖に定めた。神会は洛陽の荷沢寺に拠点を置いたため、南宗は荷沢宗とも呼ばれたが、762年に神会が没すると求心力を失った。
845年（会昌5年）、武宗による会昌の廃仏で徹底した弾圧を受け、洛陽内の南北宗は廃絶してしまう。しかし、南宗の法嗣を受けた多くの禅僧たちが翌年の武宗の死後も活躍し、唐代から宋代にかけて後に五家七宗と呼ばれるまでに隆盛した。現在に伝わる全ての禅宗はここから派生したとされている。
なお、チベット（吐蕃）で行われたインド仏教と中国仏教の宗論であるサムイェー寺の宗論において、カマラシーラ（蓮華戒）等と対峙した中国禅僧・摩訶衍は、北宗の者であったと言われている。また、神秀の弟子であった普寂の弟子道璿によって、北宗は日本へも伝えられている。

### 六祖壇経と禅の隆盛
『六祖大師法宝壇経（六祖壇経）』は、神会が六祖慧能を掲げて説いた新しい坐禅と禅定の定義とされる。これを元に後の中国禅宗は確立・発展した。
さらに『景徳伝灯録』に載せる、慧能の弟子の南嶽懐譲（677年 - 744年）とさらにその弟子の馬祖道一（709年 - 788年）の逸話によって坐禅に対する禅宗の姿勢が明らかとなる。
この部分に中国禅宗の要諦が尽されているが、従来的な仏教の瞑想から大きく飛躍していることがわかる。また一方に、禅宗は釈迦一代の教説を誹謗するものだ、と非難するものがいるのも無理ないことである。しかし、これはあくまでも般若波羅蜜の実践を思想以前の根本から追究した真摯な仏教であり、唐代から宋代にかけて禅宗が興隆を極めたのも事実である。
般若波羅蜜は、此岸―彼岸といった二項対立的な智を超越することを意味するが、瞑想による超越ということでなく、中国禅の祖師たちは、心念の起こらぬところ、即ち概念の分節以前のところに帰ることを目指したのである。だからその活動の中での対話の記録―禅語録―は、日常のロゴスの立場で読むと意味が通らないのである。
中国では老子を開祖とする道教との交流が多かったと思われ、老子の教えと中国禅の共通点は多い。知識を中心としたそれまでの中国の仏教に対して、知識と瞑想による漸悟でなく、頓悟を目標とした仏教として禅は中国で大きな発展を見た。また、禅宗では悟りの伝達である「伝灯」が重んじられ、師匠から弟子へと法が嗣がれて行った。
やがて、北宋代になると、法眼文益が提唱した五家の観念が一般化して五家（五宗）が成立した。さらに、臨済宗中から、黄龍派と楊岐派の勢力が伸長し、五家と肩を並べるまでになり、この二派を含めて五家七宗（ごけしちしゅう）という概念が生まれた。
さらに禅は、もはや禅僧のみの占有物ではなかった。禅本来のもつ能動性により、社会との交渉を積極的にはたらきかけた。よって、教団の枠組みを超え、朱子学・陽明学といった儒教哲学や、漢詩などの文学、水墨による山水画や庭園造立などの美術などの、様々な文化的な事象に広範な影響を与えた。

### 慧能以降の法嗣
慧能以降の主な法嗣の系統は、以下の通り。太字は五家七宗。
| 六祖慧能 （638-713年、 曹渓宝林寺） | 青原行思 （不詳-740年、 禅の二大祖師） | 石頭希遷 （石頭宗） | - 薬山惟儼 - 雲巌曇晟 - 洞山良价（807-869年、曹洞宗開祖） - 天皇道悟 - 龍潭崇信 - 徳山宣鑑 - 雪峰義存 - - 玄沙師備 - 羅漢桂琛 - 清涼文益（885-958年、法眼宗開祖） - 雲門文偃（864-949年、雲門宗開祖） | - 薬山惟儼 - 雲巌曇晟 - 洞山良价（807-869年、曹洞宗開祖） - 天皇道悟 - 龍潭崇信 - 徳山宣鑑 - 雪峰義存 - - 玄沙師備 - 羅漢桂琛 - 清涼文益（885-958年、法眼宗開祖） - 雲門文偃（864-949年、雲門宗開祖） | - 薬山惟儼 - 雲巌曇晟 - 洞山良价（807-869年、曹洞宗開祖） - 天皇道悟 - 龍潭崇信 - 徳山宣鑑 - 雪峰義存 - - 玄沙師備 - 羅漢桂琛 - 清涼文益（885-958年、法眼宗開祖） - 雲門文偃（864-949年、雲門宗開祖） |                                                |                                                |
| 六祖慧能 （638-713年、 曹渓宝林寺） | 南嶽懐譲 （677-744年、 禅の二大祖師）  | 馬祖道一 （洪州宗） | 百丈懐海 | 黄檗希運 | 臨済義玄（不詳-867年、臨済宗開祖） - 三聖慧然 - 興化存奨 - 南院慧顒 - 風穴延沼 - 首山省念 - - 汾陽善昭 - - 石霜楚円 - - 楊岐方会（楊岐派） - 黄龍慧南（黄龍派） - 瑯琊慧覚 - 広慧元璉 - 石門蘊聡      |                                                |                                                |
| 六祖慧能 （638-713年、 曹渓宝林寺） | 南嶽懐譲 （677-744年、 禅の二大祖師）  | 馬祖道一 （洪州宗） | 百丈懐海 | 潙山霊祐 （771-853年） | 仰山慧寂 （804-890年、潙山とともに潙仰宗開祖） | 仰山慧寂 （804-890年、潙山とともに潙仰宗開祖） | 仰山慧寂 （804-890年、潙山とともに潙仰宗開祖） |
| 六祖慧能 （638-713年、 曹渓宝林寺） | 南嶽懐譲 （677-744年、 禅の二大祖師）  | 馬祖道一 （洪州宗） | 南泉普願 | 南泉普願 | 趙州従諗 |                                                |                                                |
| 六祖慧能 （638-713年、 曹渓宝林寺） | 荷沢神会（荷沢宗開祖）                 |                     | | | |                                                |                                                |

### 五家七宗
臨済宗・潙仰宗・雲門宗・曹洞宗・法眼宗を五家、禅宗五家と呼称し、臨済宗から分れた黄龍派と楊岐派を合わせて七宗と呼称する。それらを併称して五家七宗（ごけしちしゅう）と呼称する。

#### 臨済宗
晩唐の臨済義玄を宗祖とするが、唐末五代においては、華北に地盤を置いた臨済宗は、義玄の門弟三聖慧然、興化存奨以後、その宗風はさほど振るわなかった。存奨系統の南院慧顒、風穴延沼らが一部でその法統を継承するに過ぎなかった。
北宋代になって、延沼の弟子の首山省念門下の汾陽善昭、広慧元璉、石門蘊聡といった禅匠が輩出して、一気に宗風が振るうようになった。善昭門下に石霜楚円、瑯琊慧覚が出、楚円門下からは楊岐派の楊岐方会、黄龍派の黄龍慧南が出て、その一門が中国全土を制覇することとなった。
元の高峰原妙は、その宗風を「痛快」という言葉で表現している。
- 黄龍派 - 宋代の中期以降に、慧南の系統が勢力を伸長し、楊岐派と共に、五家と肩を並べるまでになった。慧南の門下から晦堂祖心、東林常聡、真浄克文が輩出し、祖心の弟子の死心悟新、霊源惟清が、克文の下からは兜率従悦、覚範慧洪らが出て活躍し、当初は、より盛んであった楊岐派よりも優勢になった。
- 楊岐派  - 黄龍派と同様に方会の系統が勢力を伸ばし、七宗の一に数えられるまでになった。白雲守端の門下に五祖法演が出て、その門弟より、圜悟克勤、仏鑑慧懃、仏眼清遠という、三仏と称される禅匠が現われた。南宋になっても、その勢いはとどまらず、克勤の門弟子、大慧宗杲は多数の門弟を集め、大慧派を形成した。その他、虎丘紹隆の虎丘派、虚堂智愚を出した松源派、無準師範を出した破庵派なども活躍した。

#### 潙仰宗
潙山霊祐・仰山慧寂を祖とする。この系統も十国の荊南や南唐を中心として教勢を張ったが、その後は次第に衰退し、宋代にまで伝わることがなかった。
元の高峰原妙は、その宗風を「謹厳」という言葉で表現している。

#### 雲門宗
雲門文偃を祖とする。文偃門下の香林澄遠・洞山守初・徳山縁密など多くの俊哲が出て唐末に一大勢力を形成し、五代末より北宋にかけて、隆盛を極めた。宋代には、澄遠の系統から現われた雪竇重顕、文殊応真系統の仏日契嵩が活躍した。重顕門下には、天衣義懐が出た。その後も、仏印了元や大梅法英らの禅匠を輩出し、臨済宗とともにもっとも隆昌を極めたが、南宋以後は次第に衰え、元代にはその法系が絶え、二百余年で滅びることとなった。
元の高峰原妙は、その宗風を「高古」という言葉で表現している。

#### 曹洞宗
晩唐の洞山良价を祖とする。良价、曹山本寂の系統は、五代十国の荊南や南唐に宗勢を張ったが、全体的には余り宗勢は振るわなかった。本寂門下の曹山慧霞、雲居道膺門下の同安道丕、疎山匡仁門下の護国守澄、青林師虔門下の石門献蘊らの活躍が見られる程度である。
北宋代になっても、余り宗勢は振るわなかったが、投子義青が出て中興を果たした。その宗風は、芙蓉道楷、丹霞子淳に継承された。道楷は、徽宗皇帝からの紫衣と師号の下賜を拒絶して、淄州（山東省）に流罪となり、災い転じて福となり、それが華北に曹洞宗が拡大する契機となった。
南宋代には、子淳の下から宏智正覚、真歇清了が出て、「黙照禅」と呼ばれる宗風を維持したが、その宗勢は、臨済宗には遠く及ばなかった。なお、清了門下の天童如浄が、入宋した道元の師である。正覚の門下からは、『六牛図』を著した自得慧暉が出た。慧暉の系統が、その後の曹洞宗を支えることとなった。
河北に教勢を張った鹿門自覚の系統からは、金代になって、万松行秀が出現し、大いに教化を振るうこととなる。行秀は、林泉従倫や雪庭福裕、耶律楚材らの多くの優れた門弟子を育て、章宗の尊崇を受けた。福裕は、元朝において、道教の全真教の道士、李志常と論争して勝利を収め、嵩山少林寺に住して教勢を張った。以後、少林寺は、華北における曹洞宗の本拠となり、明の後半には、「曹洞正宗」を名乗ることとなった。
元の高峰原妙は、その特色を、「細密」という言葉で表現している。

#### 法眼宗
五家の観念の初源となった『宗門十規論』を著した法眼文益を祖とする。五代十国では、呉越国王の銭氏一族が、永明道潜、天台徳韶、永明延寿らの法眼宗に属する僧らを保護したため、江南地方において、その宗勢が振るった。
宋代になると、徳韶、延寿の系統は衰退した。代わって、清涼泰欽や帰宗義柔の系統が、その主となった。泰欽門下からは、雲居道斉、霊隠文勝の師弟が出て活躍したが、次第に衰退に向かい、ついに北宋末には、その系統は断絶してしまった。
元の高峰原妙は、その宗風を、「詳明」という言葉で表現している。

## 日本における禅宗の歴史
日本には、公式には13世紀（鎌倉時代）に伝えられたとされる。また、日本天台宗の宗祖最澄の師で近江国分寺の行表は中国北宗の流れを汲んでいる。臨済・曹洞の禅は鎌倉仏教として広がった。臨済禅の流れは中国の南宋に渡った栄西が日本に請来したことから始まる。曹洞禅も道元が中国に渡り中国で印可を得て日本に帰国することに始まるが、それ以前に大日房能忍が多武峰で達磨宗(日本達磨宗)を開いていた事が知られる。曹洞宗の懐鑑、義介らは元達磨宗の僧侶であった。
鎌倉時代以後、武士や庶民などを中心に日本仏教の一つとして広まり、各地に禅寺（禅宗寺院・禅林）が建てられるようになったのに加え、五山文学や水墨画のように禅僧による文化芸術活動が盛んに行われた。
中国から日本に伝わる禅の宗派に25の流れがあり、臨済宗から独立した黄檗宗を含めると47流になるとされる。
一方で、9世紀（平安時代前期）に皇太后橘嘉智子に招かれて唐の禅僧・義空が来日し、檀林寺で禅の講義が行われたものの、当時の日本における禅への関心の低さに失望して数年で唐へ帰国したとする記録も存在する。
日本禅宗25流

- 曹洞宗
  - 道元派 入宋僧 永平道元 1223年入宋し天童如浄の禅を伝灯
  - 東明派 来日僧 東明慧日 1309年来日し直翁徳挙の禅を伝灯
  - 東陵派 来日僧 東陵永璵 1351年来日
- 臨済宗
  - 黄龍派
    - 千光派 入宋僧 明庵栄西 1187年入宋し虚庵懐敞の禅を伝灯

  - 楊岐派
    - 聖一派 入宋僧 円爾 1235年入宋し無準師範の禅を伝灯
    - 大覚派 来日僧 蘭渓道隆 1246年来日し無明慧性の禅を伝灯
    - 法澄派 入宋僧 心地覚心 1249年入宋し無門慧開の禅を伝灯
    - 法海派 入宋僧 無象静照 1252年入宋し石渓心月の禅を伝灯
    - 大応派 入宋僧 南浦紹明 1259年入宋し虚堂智愚の禅を伝灯
    - 兀庵派 来日僧 兀庵普寧 1260年来日し無準師範の禅を伝灯
    - 大休派 来日僧 大休正念 1269年来日し石渓心月の禅を伝灯
    - 西礀派 来日僧 西礀子曇 1271年来日し石帆惟衍の禅を伝灯
    - 無学派 来日僧 無学祖元 1279年来日し無準師範の禅を伝灯
    - 鏡堂派 来日僧 鏡堂覚円 1279年来日し環渓惟一の禅を伝灯
    - 一山派 来日僧 一山一寧 1299年来日し頑極行弥の禅を伝灯
    - 古先派 入元僧 古先印元 1318年入元し中峰明本の禅を伝灯
    - 仏慧派 来日僧 霊山道隠 1319年来日し雪巌祖欽の禅を伝灯
    - 中巌派 入元僧 中巌円月 1325年入元し東陽徳輝の禅を伝灯
    - 清拙派 来日僧 清拙正澄 1326年来日し愚極智慧の禅を伝灯
    - 明極派 来日僧 明極楚俊 1329年来日し虎巌浄伏の禅を伝灯
    - 竺仙派 来日僧 竺仙梵僊 1329年来日し古林清茂の禅を伝灯
    - 愚中派 入元僧 愚中周及 1341年入元し即休契了の禅を伝灯
    - 大拙派 入元僧 大拙祖能 1344年入元し千巌元長の禅を伝灯
    - 別伝派 来日僧 別伝明胤 来日し虚谷希陵の禅を伝灯
    - 黄檗派 来日僧 隠元隆琦 来日し費隠通容の禅を伝灯

### 臨済宗
唐の臨済義玄を宗祖とする。日本では中国から臨済禅を伝えた栄西に始まり、その後何人かの祖師たちが中国からそれぞれの時代の清規を日本に伝えたため分派は多い。現在の日本の臨済宗は公案禅といわれ、江戸時代に白隠がまとめたスタイルである。公案とは、裁判の公判記録のことであるが、転じて禅語録として伝えられる祖師たちの対話をいうようになった。それぞれの判例を一則、二則と数える。その対話を知ることにより悟りを知ろうとする。公案は論理的な思考によって理解する事ができない内容が多い。
臨済宗のなかでは、妙心寺派が最大である。江戸時代、宗学が発達し、無著道忠（1653年 - 1744年）が現われ、諸本を校訂し、綿密を究めた手法を確立し、膨大な著述を残した。その著書は、近現代においても研究上の価値を失わない水準を有しており、影印版が実用書として出版されている。

### 曹洞宗
以下は曹洞宗の法系の一例である。

釈迦－（中略）－大鑑慧能－青原行思－石頭希遷－薬山惟儼－雲巌曇晟－洞山良价－雲居道膺－同安道丕－同安観志－梁山縁観－大陽警玄－投子義青－芙蓉道楷－丹霞子淳－真歇清了－天童宗玨－雪竇智鑑－天童如浄－永平道元－孤雲懐奘－徹通義介－瑩山紹瑾－...

六祖曹渓慧能と洞山良价から曹洞宗とした。日本では中国に渡り印可を得て1226年に帰国した道元から始まる。帰国の翌年には普勧坐禅儀を著し、只管打坐を専らとする宗風を鼓舞した。その修行内容は「永平清規」を厳しく守り、一時的な見性に満足してしまうことや坐禅の他に悟りを求めることを良しとせず、只管に坐禅を勤めることに特色がある。
道元は自分の教えは「正伝の仏法」であるとして党派性を否定し、禅宗と呼ばれることも嫌った。
初期は在家への布教にも熱心であったが、晩年は出家第一主義の立場を取った（『正法眼蔵』十二巻本参照）。その後、總持寺開山瑩山の時代に、坐禅だけではなく、徐々に儀式や密教の考え方も取り入れられ、一般民衆に対し全国的で急速な拡大をした。
曹洞宗の坐禅は公案に拠らず、ただ、ひたすら坐る（只管打坐）ことが、そのまま本来の自己を現じている（修証不二）としているが、公案そのものを否定しているわけではない。また、法系によっては公案を用いる流れも存在する。

### 普化宗
9世紀に臨済録に登場する普化に因み始まる。普化についての記録はほとんどない。虚托（尺八）を吹きながら旅をする虚無僧で有名。日本から中国に渡った法燈国師が、中国普化宗16代目張参に弟子入りし、1254年に帰国することで、日本に伝わった。本山は一月寺（現在の千葉県松戸市）に置かれていた。
江戸時代に幕府により組織化されたが、江戸幕府との繋がりが強かったため、明治になって1871年に明治政府により解体された。宗派としては失われ、臨済宗に編入された（ちなみに一月寺は現在日蓮正宗に属する）。しかし、尺八や虚托の師匠としてその質を伝える流れが現在も伝わっている。

### 黄檗宗
1654年（江戸時代）に、明から招かれた中国臨済宗の隠元隆琦禅師により始まる。当初「臨済真宗」を標榜しようとしたが幕府の許可が得られず、臨済の師黄檗希運の名を取り臨済宗黄檗派と称した。明朝風の禅と念仏が一体化した禅浄混淆禅(分かり易く「念仏禅」とも称される。)を特徴とし、読経が楽器を伴う明風の梵唄であることで知られる。また、1663年に萬福寺に設けられた戒壇をはじめ、各地で授戒会を開いたことで、江戸時代の戒律復興運動に影響を与えた。江戸時代を通じて一宗として見做されることなく、臨済宗の一派で終始した。黄檗宗を名乗り、臨済宗から独立を果たしたのは、明治維新後の1876年のことであり、明治以後に禅宗中の一宗となった。

## 禅宗の坐禅における禅定の種類
栄西は『興禅護国論』で『楞伽経』を引いて坐禅は四種類あると説いている。
愚夫所行禅
凡夫・外道が、単に心をカラにして分別を生じないのを禅定だと思っている境地。達磨大師は、内心に悶えることなく外に求めることもないこの境地が壁のように動かなくなれば、そこではじめて仏道に入ることができると説く。
観察相義禅
小乗・三賢の菩薩が、教わった仏法を観察し思惟する境地。しかし、いまだ仏法・涅槃を求める強い欲心があるがために悟りを開けないでいる。人々がいつまでも苦しみの輪廻を逃れられないのは、このように我が身にとらわれて自分さえよければと欲求することが、結果的に罪業を作る結果となるからである。夢窓国師は、もし自分を忘れ一切の欲を投げ捨てて利他心を起こせば、すぐさま仏性が発揮されて、生き仏になることができると説く。
攀縁如実禅
大乗の菩薩が、中道を覚って三業を忘れ、有るでもなし空でもなしと達観する境地。生きとし生けるものすべての生滅の苦しみに同情し、苦しみを抜いて楽を与えるべく苦慮しており、その姿勢にはもはや自他の区別がない。しかし衆生を救う願があるがために如来清浄禅に入ることができない。
如来清浄禅
如来と同じ境地に入り、みずから覚って聖なる智慧が現れたすがた。禅宗で、坐禅によって本分の田地、本来の仏性に知らず知らずに立ち返るというのは、前記の二禅を飛び越え、愚夫所行禅から直にこの位に達することを意味する。それゆえ如来十号も菩薩五十二位も枝葉末節であるとされる。
また、愚夫所行禅から如来清浄禅に至るまでの上達の様子については『鉄眼禅師仮字法語』に詳しい。

## 方便
方便法輪。日本の禅では、仏祖・禅師の本意ではないものの、本意を伝える手段となりうるという意味で方便という。またいかにすれば仏性を発現できるかを模索する、柔軟な心構えをいう。教宗の学、真言宗の三密、律宗の戒律のようなものである。
只管打坐（しかんたざ）
ただひたすらに坐禅を実践せよの意味。ひたすらとは禅定の深さを表現した言葉である。意識を捨てて無意識下において坐禅する、坐禅そのものになりきることを意味する。いま坐禅している自分がいる、という自覚すら忘れてしまうほどに、坐禅という行為そのものに没頭する（坐忘）。この手法によって初心者でも、より深い禅定の境地を、容易に体験可能であるとされる。
ただ、禅宗は臨機応変であり、大乗仏教はあらゆる道に仏道が含まれていると考えるので、坐禅以外のことはしてはならないということはないが、このようなことは初心者には理解が及ばず、そのために初心者向けの方便として只管打坐・修証一如こそが禅宗の極意であるということが言われる。坐禅の境地には上下なく、坐禅すれば等しく仏であるという喝も、只管打坐を奨励する一種の暗喩的方便である。
ただし今世で悟りを開けずとも、坐禅の功徳によって来世では悟りを開く事ができるとされるため、坐禅をすればそのままただちに仏である（坐禅しなければいつまでも仏にはなれない）という意味通りの解釈も間違いではない。仏道成就の早い遅いについて達磨いわく、心がすでに道である者は早く、志を発して順々に修行を重ねる人は遅く、両者には百千万劫もの時間差があるという。深く正しく坐禅する者は早く、しなければ遅いという意味の一連の喝は、学習よりも坐禅の実践を強調する表現手法である。
公案禅（こうあんぜん）
達磨大師が西から旅をして来た理由は、国外の仏教の衰えを憂えて、悟るために重要なものが坐禅の実践であり、経典の学習ではないことを宣教するためであるとされる。しかし、ひとまず思考・議論・学習を止めよと教えても、なぜ止めねばならないかについて思考・議論・学習を始めてしまうような思考癖のある修行者にとって、只管打坐は至難の方法となる。
そのような修行者は、いかなる経典を学ぶとも、悟りというものの共感が得られないために、想像をふくらませて解釈しようとする。無理な想像は妄想となって理解に歪みを生じ、自ら生み出した曲解に妨げられてますます悟りから遠のくという事態は、昔から多くの師家を悩ませてきた。経典を学ぶにしても、学び手に必要なものはまず悟りの体験である。悟りというものは自分の心で自分の心を確認し、自分の心で自分の心を理解するものである。他人に頼って何かを明らかにするとか、自分以外の何かを利用して体得するようなものではない。
従って、悟るためには何よりもまず坐禅の実践によって自分自身と向き合うことが肝要である。こうした問題意識から、思考癖のある聡い修行者に坐禅を実践させるために、禅師たちが考え出した方法が公案禅である。修行者に公案を与え、行住坐臥つねに公案の答えを考えさせるのである。
公案
公案は直に悟りの境地を指し示したものであり、ひらめきと一体化した言い表せない感情的なものである。心がけがよくなく、このままではまちがった方向に進むおそれのある修行者に対して、師家が薬のような意味合いで修行者に授ける。
内容は、昔の高僧の言葉を使うこともあれば、即興で作られることもある。公案を与えられた修行者は、その言葉がどのような本意から創造されたかを正しく悟って、師家の前で心を以て回答することを要求される。公案の多くが自己矛盾的文体を為しており、そのまま意味を理解しようとしても論理的に破綻する場合が多い。公案の答えは常識的な思考の届かないところにあり、自己を消し去ることで矛盾を解消したり、矛盾を止揚して高次の段階で統一したものである場合が多い。そういった答えに至る過程に禅の極意が含まれているとし、修行者を正しい悟りに導くための工夫の一つとされる。
ただし、このような学習を捨てて坐禅させるという方法は、師家の善良な監督下にあって庇護を受けることができる出家の僧侶に向けたものであり、在家の信者は坐禅と学習の両方を行う必要があるとされる。
内観
禅の修行が厳しく、師家のほうでも敢えて禅人を苦しめるのは、富貴で安穏であれば仏道を求めることが困難だからである。釈迦が王位に就いて姫と歓楽に耽り、国中の財産を集めた贅沢三昧の生活を、自ら捨てて出家して六年間の苦行をしたのも、このような理由であるとされる。
不意に病にかかり、気を失って死んだ方がましだと思うような病苦の中にあるときこそ必死に坐禅すれば、またとない大悟の機会となる。たとえ大悟を得られなくとも、その時の苦しみを思い返せば多少の生活の苦しみは取るに足りなくなる。また、無始無終の生死の迷いを打破し、如来の悟りに徹底するような、めでたい事は少しばかりの艱難辛苦なしには、得られるものではないという覚悟が、必要であるとされる。
とはいえ参禅が限度を超えて神経衰弱の苦しみにある修行者を見かねた白隠禅師が、その治療方法としての内観の秘法を伝授した。神経衰弱から来る禅病を直すための心身の休養方法であり、心身がもとより空虚なものであることを体験するために、24時間の睡眠と禅宗的なイメージトレーニングと数息観と丹田呼吸を行う。
二入四行
達磨が伝えたとされる二つの真理への至り方と、四つの実践方法。悟りに至る方法は数多くあるが、それらはすべてこの二つに要約されるとする。

## 霊魂（精神の永遠性、小我）の否定
禅宗（特には臨済宗）では肉体と精神とは同一のものと考え、区別をしない。肉体があるから精神もありうるのであり、精神があるというならばそこには発生原因として肉体がなければならない。そのような意味で、肉体がそのまま精神であり、精神は肉体である。もし死体を見て、肉体は滅んだが精神はどこかへ移動して不滅のまま残っていると考えるならば、これは大乗仏教ではない。霊魂の存在を認めると生と死に関する深い執着が発生するため、仏道成就を阻害するとされる。
禅宗では、心というものは刻一刻と変化しており、これこそ我が心であるといえるような一定の形態を持たないと考える。したがってこの心は実は幻の心である。この点では肉体についても同様のことが言え、肉体だと思っているものは実は物質が縁によって和合して仮に人間のすがたが現れたものにすぎず（＝五蘊仮和合）、縁が滅ぶ時には元通りバラバラになるためまったく実体がない。したがって心身はもとより一つの幻である。幻だから、生きたり死んだりするものではない。生きたり死んだりしないから、常住不滅である。
もし悟った禅僧が、心身は一如であり肉体も精神も不滅であるというならば、これは仏性を直指した奥の深い説法であるといえる（無常喝: 諸行無常　是生滅法　生滅滅已　寂滅為楽）。

## 日本文化への影響
日本へ入ってきた禅の宗教観は在来の諸文化に多大なる影響を与え、日本人の気質や日本の風土と融合し、独自の発展を遂げていった。
華美を好まず、極力装飾や無駄を排するミニマリズムに基づく様式で、鎌倉文化からその影響が見られはじめ、室町文化（中でも東山文化）となって、国風文化により生まれた日本文化（和様）と完全に融合し、独自性を確立した。また江戸時代にかけて、禅は武家などに限られたものから一般庶民にまで普及し、鎖国政策と相まって、その文化としての独自性や定着度は増していった。禅の受容は、武家文化の発展とともにあり、それは武士の生活様式・精神性の根幹の一つが、禅であったことを示している。
禅の芸術が作られたのは禅寺においてであったが、こと室町時代においては、禅寺は中国文化の受け入れ窓口としても機能していた。宋・元・明由来の禅・世俗美術の受容が禅僧を通じておこなわれ、水墨画や枯山水、茶道、華道といった、いわゆる日本文化の代表的な部分が形成されることとなった。例えば、京都の相国寺からは、如拙、周文、雪舟といった画僧が輩出されている。また、禅寺は禅僧、公家、武士が交流するサロンとしての役割を果たしたことで、寺院に付属する書院や庭園美術が発達した。この分野では、臨済宗の僧侶、夢窓疎石が多大な役割を果たしている。
なお中国文化において禅は、前項にも関連するが、明時代以降の衰退や、元来の多民族国家という機構、また近代の列強による支配や戦後の文化大革命などによって、文化浄化が常に一定の期間で発生し、人々の生活に根強く定着することはなかった（この傾向は禅に限らない）。鈴木大拙が1938年に『Zen Buddhism and Its Influence on Japanese Culture（禅と日本文化）』と題して世界に禅を広めたことや、実際に日本以上に禅を文化として吸収した国は他にないため、禅を日本の宗教として捉えている者も少なくない。
近年でも世界的に禅の思想が許容される要因には、「宗教らしくない」そのシンプルさや自由度の高さが挙げられている。

### 美術・芸術

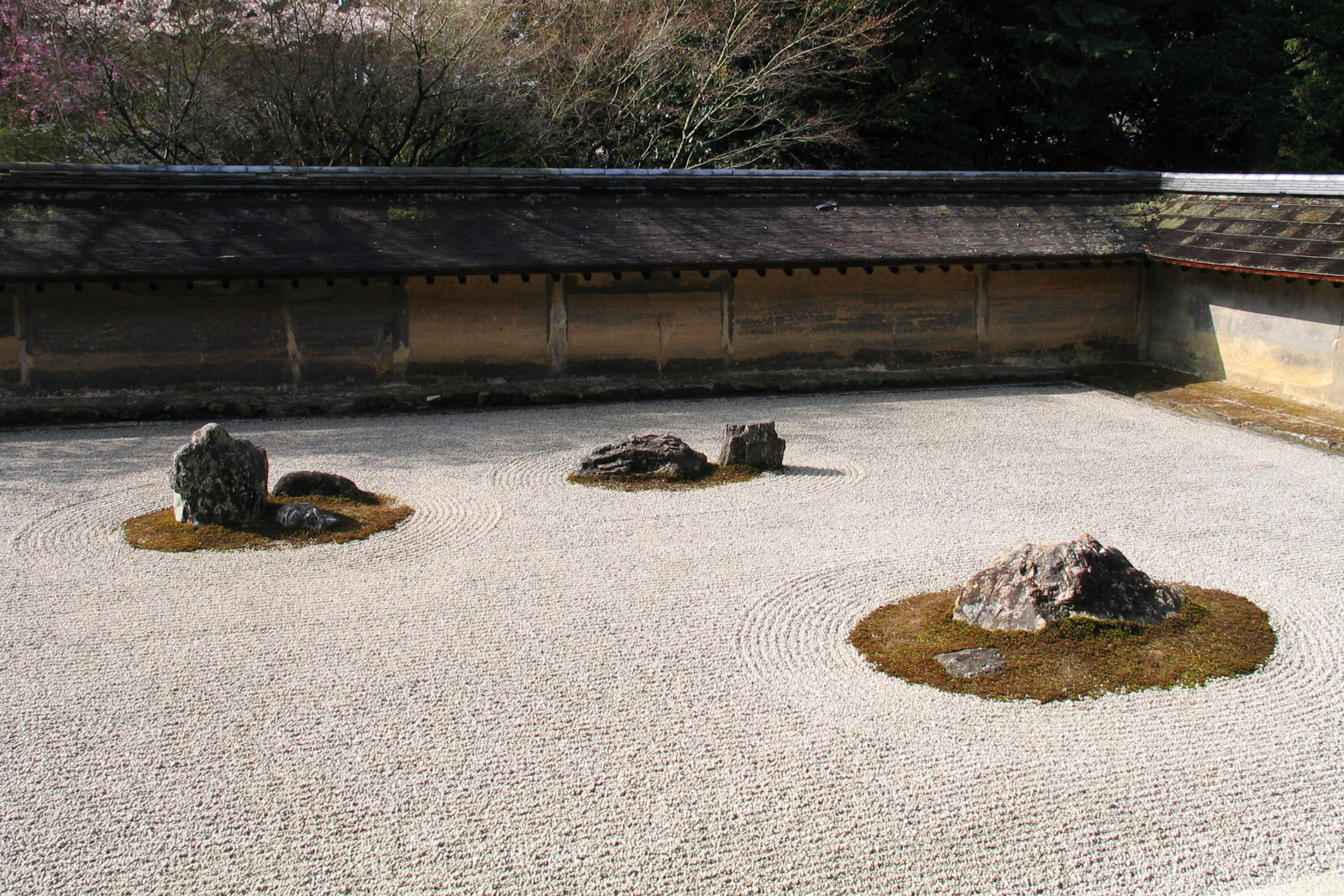
枯山水（京都・龍安寺石庭）

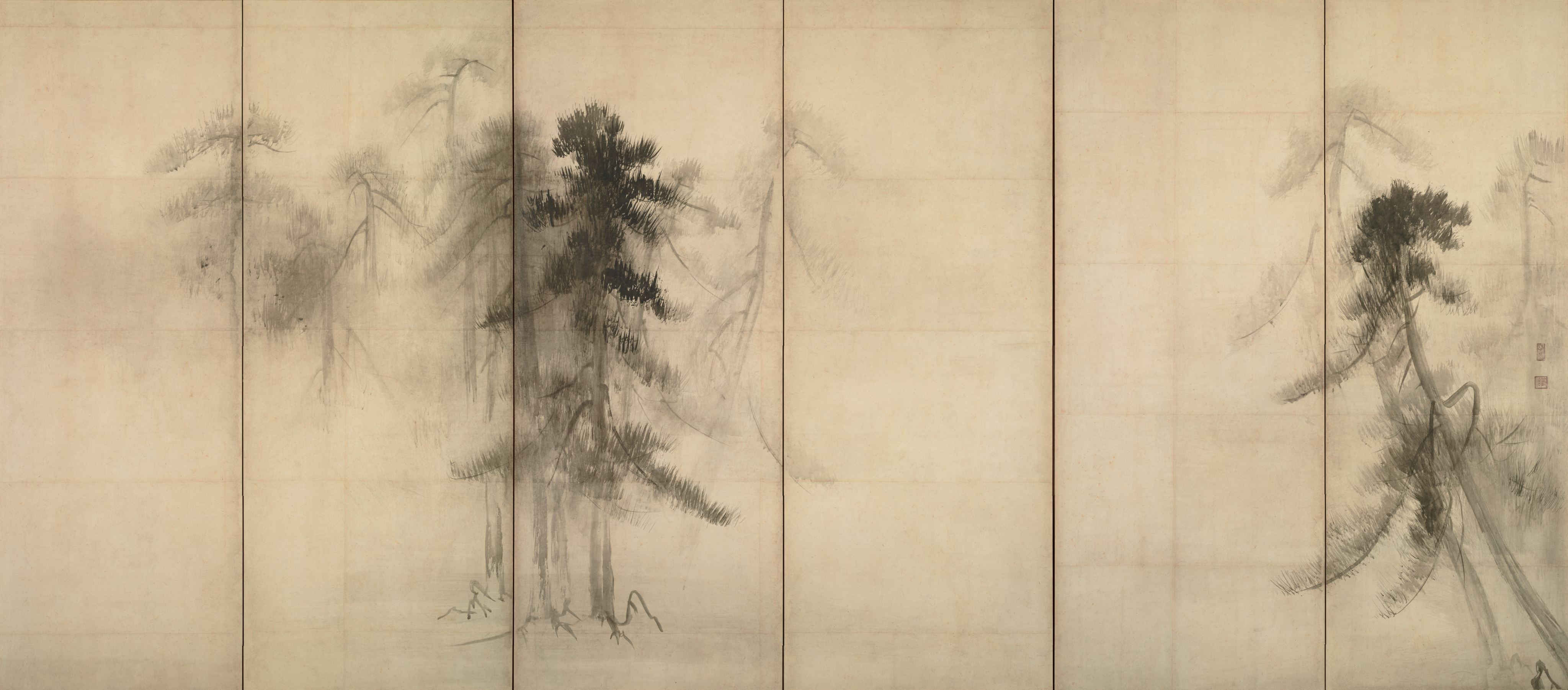
『松林図屏風』（長谷川等伯作）

絵画として水墨画、施設として枯山水をはじめとする日本庭園、趣味嗜好品や置物として盆栽やだるまなどがある。伝統工芸品には、彫刻、陶磁器や竹細工、日本刀の拵えなどに禅の影響が見られる。

### 建築

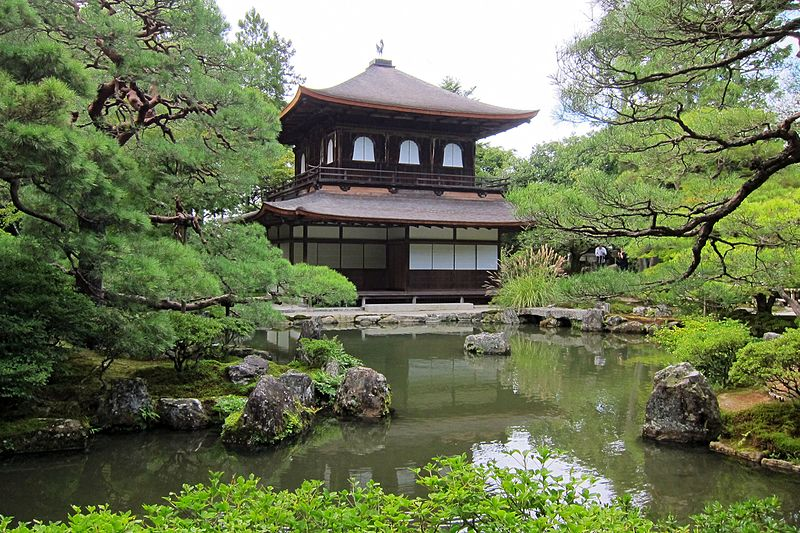
京都・慈照寺（銀閣寺）

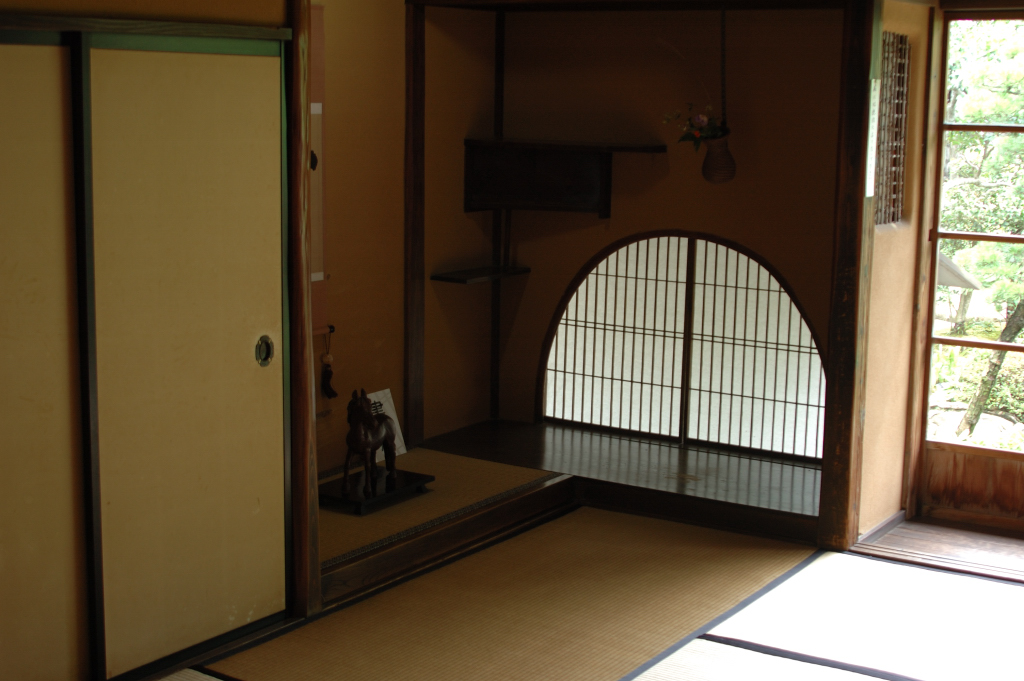
数寄屋造（旧松江藩士・武家屋敷）

寺院として禅宗様、住宅として書院造や数寄屋造り（茶室）などがある。禅宗様は南宋の建築様式を取り入れながら成立した。この様式は、同じく鎌倉時代に伝わった大仏様とともに、後世の日本における伝統建築に大きな影響を与えた。書院造や数寄屋造りは、現代に言う和風住宅や和室の様式を確立させた。
江戸時代の臨済僧、無著道忠は、『禅林象器箋』において、七堂伽藍が人間の身体の7つの部位に対応していると説明している。

### 食

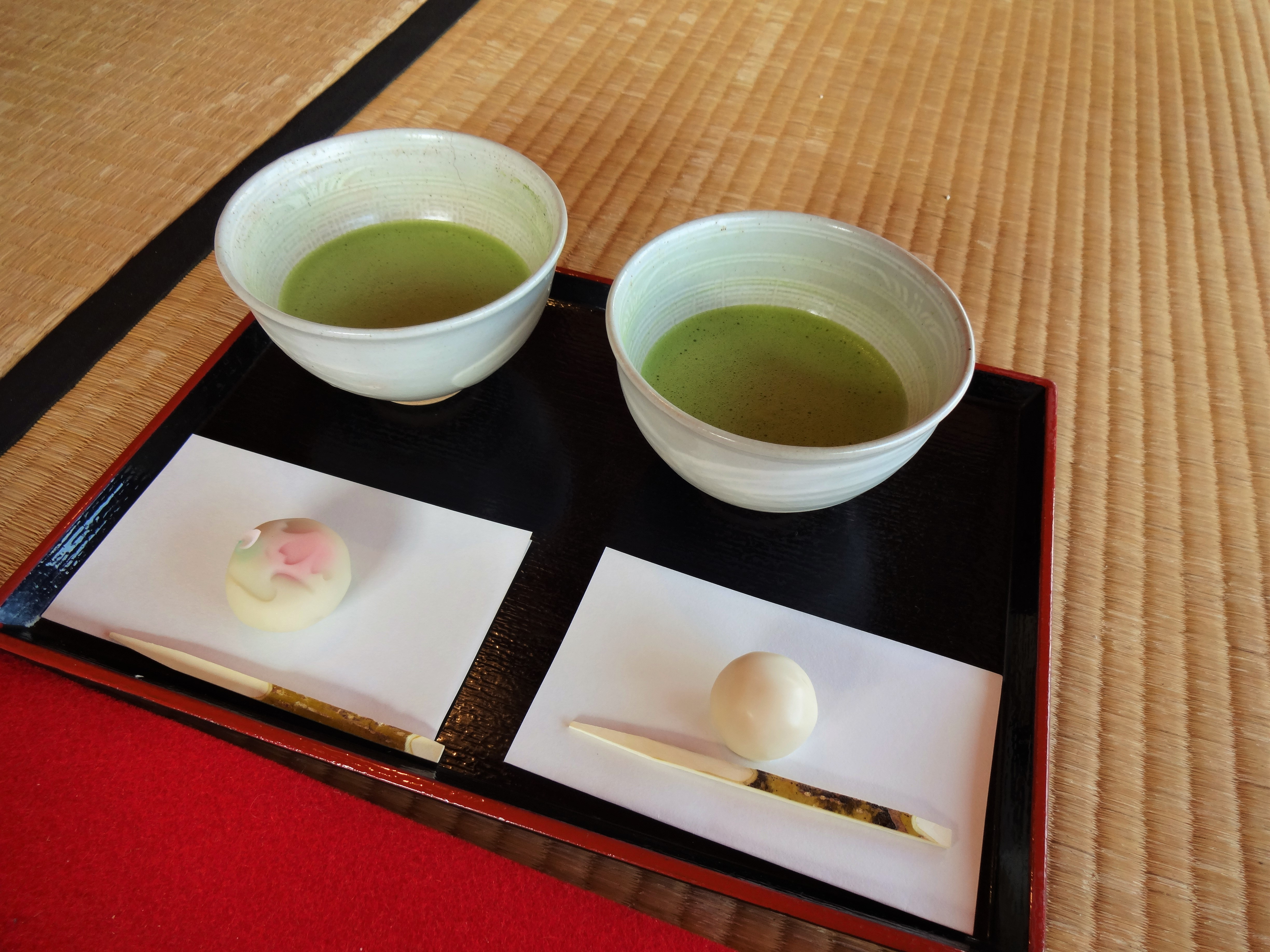
日本茶と和菓子

精進料理、懐石料理などがあり、日本料理の確立に貢献した。中でも日本人が現代でも最も好んで飲んでいる日本茶は、禅による影響が多大であり、それに付随して饅頭をはじめとする和菓子も確立、発展した。

### 服飾
僧衣から派生したが、特に衣服の柄や生地の趣味にその影響が見られる。江戸時代には、幕府によって服装に華美なものが規制されるほどであった（奢侈禁止令）。色無地や江戸小紋などが著名である。近代では作務衣に、またユニクロや無印良品、スティーブ・ジョブズの服装に代表されるノームコアなどにも同様の影響が見られる。

### 芸道

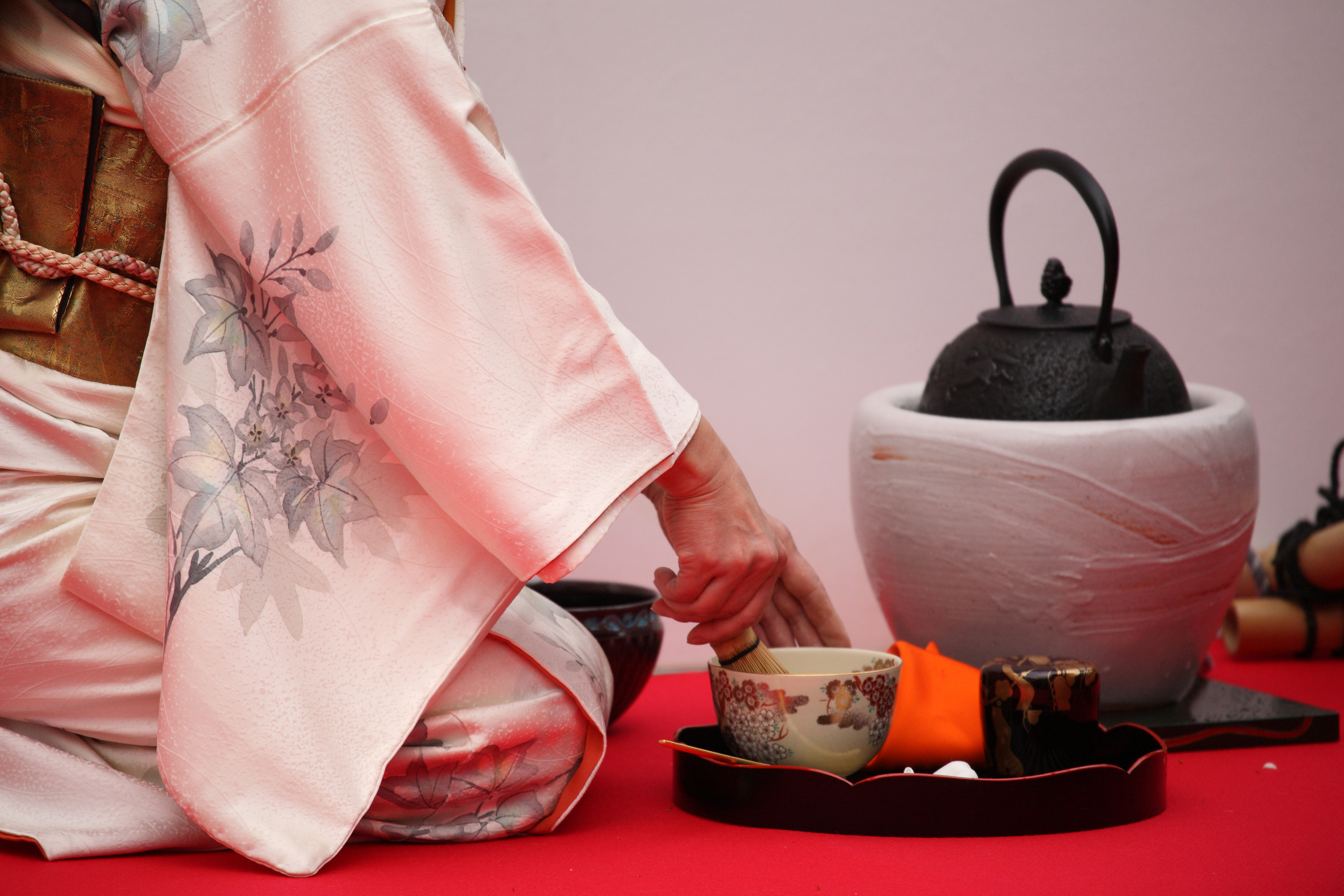
茶道

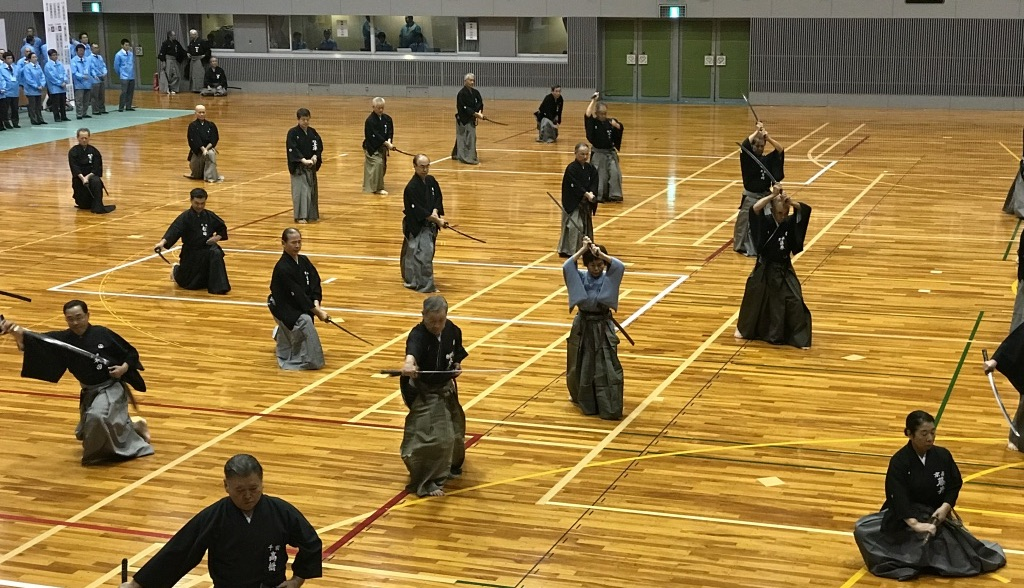
居合道

茶道をはじめ、書道や能楽、邦楽など、あらゆる分野にその影響が見られる。特に芸道の根幹をなす「形」（型）は、禅の思想から生まれたともされる。禅の楽器として、虚無僧との繋がりから尺八がある。
禅は元来より武術との関係が深く、中国では禅発祥の地とも言われる嵩山少林寺での少林拳が有名である。また日本では、禅が芸道としての武道の成立に寄与した。これは、禅がはじめて伝えられた時期が武家が政治の表舞台に立つようになった鎌倉時代であったことと、彼ら武士の精神状況と相性が良かったことが背景にあった。中世以前から続いていた武術（古武道）には、香取神宮と鹿島神宮に代表される神道に根源を置くものも少なくないが、禅の影響もそれと同じほど多大である。例として、剣豪の上泉信綱や柳生宗厳が武術を学ぶ意義として禅語「刹人刀・活人剣」を用いたり、禅僧の沢庵宗彭が著書『不動智神妙録』において「剣禅一致」を説くなどしている。また岐阜県（大仙寺）と山形県（釜ヶ沢大明神）には、それぞれ剣豪の宮本武蔵と居合術始祖の林崎甚助が座禅したとされる石「座禅石」が現存している。近年では、ドイツの哲学者オイゲン・ヘリゲルが著書『Zen in der Kunst des Bogenschießens（弓と禅）』を執筆し、弓術（弓道）と禅を関連づけて、世界に伝えた。

### 美意識
幽玄、渋み、侘び寂びなどがある。武士道の成立にも多大な影響を与えた。また粋（いき）や通（つう）といった、外見的には質素さを求め、内面に対してこだわりを求めるような美意識も、禅の影響があると言われる。

## 世界の禅
禅者でもある仏教学者の鈴木大拙によって20世紀に日本からアメリカ、ヨーロッパへと禅が紹介された。更にはサンフランシスコ禅センターを開創した鈴木俊隆によるZen Mind, Beginner's Mind や、弟子丸泰仙によってヨーロッパでの布教により、日本語の発音による Zen が世界的に広まり、臨済宗、曹洞宗共にアメリカやヨーロッパに寺院を構えている。

### 近年において
現在、ベルギーではセクト（カルト）に関する報告書政府文書により禅が浄土真宗や上座部仏教と同時にセクト（カルト）の一つとして分類されている。1997年にフランス、ドイツ、オーストリアに続き、セクト（カルト）に対する政策を作るためベルギー代議院の社会正義委員会で審理委員会が設けられた。同委員会が作成した、670ページにわたる報告書に取り上げられた189の運動の中に禅も含まれている。ただし、「このリストに載っている事実は、公訴の調査中であったとしても、当委員会がその運動をカルトと見做しているとは意味しない」とも記されている。